# Липове (Бахмутський район)
Ли́пове — село Соледарської міської громади Бахмутського району Донецької області в Україні.

## Історія
Липове (Лінденфельд/Lindenfeld), до 1917 — лютеранське село в Катеринославській губернії, Бахмутський повіт, Комишуваська волость; у радянський період — Сталінська/Донецька область, Артемівський (Бахмутський)/Ямський/Попаснянський (Кагановицький/Комишуваський) район. Засноване 1889 року. Лютеранський прихід Ростов-Луганськ. Землі 2110 десятин. Початкова школа (1926). Мешканці: 280 (1905), 250 (1911), 333/319 німці (1926).
7 (20) листопада 1917 року, відповідно до Третього Універсалу Української Центральної Ради, увійшло до складу Української Народної Республіки.

## Символіка
"На червоному щиті із тонким срібним підніжжям дві золоті липи, переплетені гілками. Між ними - срібна Троянда Лютера."
Дві золоті липи промовляють назву села. Срібний колір підніжжя відсилає до Соледарської громади. Троянда Лютера - символ християнської течії Лютеранства.
Прапор є квадратним червоним полотном, що повністю повторює герб без срібного підніжжя.